# A la española
A la española fue un programa de TVE que fue realizado en 1971 por Valerio Lazarov y tuvo como invitados, entre otros, a Dolores Vargas, Rosa Morena, el Príncipe Gitano, Maruja Garrido y Salvador Dalí. Todos cantan a ritmo de rumba canciones conocidas españolas o extranjeras. Entre canción y canción se habla de tópicos españoles, eso si tímidamente, pero con ironía. Este programa fue premiado en Nueva York por la Asociación de Cronistas de Espectáculos, tras ver todo un año de programación en los canales de habla hispana de esta ciudad.

## Artistas invitados
Entre otros, actuaron en el programa los siguientes artistas:
- Lola Flores
- Antonio González 'El Pescaílla'
- Dolores Vargas
- Rosa Morena
- El Príncipe Gitano
- Maruja Garrido
- Salvador Dalí
- Sansona del Siglo XX